# Club Deportivo Tintaya
Deportivo Tintaya fue un club de fútbol peruano de la ciudad de Yauri, en la provincia de Cusco. Fue fundado el 2 de mayo de 1972 y jugó en la Primera División del Perú en los años 1980.

## Historia

### Copa Perú 1986
En esa temporada, bajo la presidencia de Mario Manrique Monteblanco y con Jesús Arias Diaz como entrenador, Tintaya logró derrotar al Tahuantinsuyo, asegurando su presencia en la instancia departamental en la que logró obtener el título tras dejar en el camino a ENACO de Quillabamba, Sais Marangani de Sicuani y Universitario de Calca. Luego, en la Etapa Regional, el cuadro cuprífero eliminó a Deportivo Maldonado de Puerto Maldonado, Diablos Rojos, Bancos Unidos de Juliaca y al Social Deportivo Camaná. 
En 1986 Tintaya llega a participar en la Finalísima de la Copa Perú, pero sin la suerte del caso y terminó ubicándose en la penúltima (quinta) casilla, superando solamente al 7 de agosto de Moyobamba, al cual venció en su debut copero. En aquella edición, el campeón fue Deportivo Cañaña de Lambayeque. 
Tras esta experiencia, el cuadro de Yauri mantuvo su supremacía en la zona sur en 1987 logrando vía Intermedia su ingreso al Regional Sur en Campeonato Descentralizado 1988.

### En Primera División
En su estreno en la máxima categoría en 1988, los mineros se ubicaron en la quinta casilla del Regional Sur, apenas sumando tres triunfos (ante Diablos Rojos de Juliaca, Huracán de Moquegua y Alianza Naval de Mollendo), cuatro empates y siete derrotas; por ello, terminó siendo relegado a disputar el Descentralizado 'B' en el que, tras ubicarse cuarto logró mantenerse una temporada más en Primera División. 
En ese año el plantel minero estuvo bajo la batuta del ídolo de Sporting Cristal don Eloy Campos y el plantel estuvo conformado por los arqueros Torres y Mamani; los defensas Héctor López, Ricardo Linares, Juan Rosas, Freddy Salas Puertas, Daniel Taya, Jose Luis Gallegos Ramos, los volantes César Salinas, Rodolfo Cadenillas, José Silva Paredes, Alfredo Sotelo, Benito del Mar, Eduardo Rodríguez, Santiago Ruiz, Víctor Muñoz y los delanteros Javier Valdarrago, Raúl Ibarguren, Carlos Gonzales López, Néstor Sedano, Carlos Aspilcueta y Jorge Choy.

## Uniforme
- Uniforme titular: Camiseta blanca con 3 franjas verticales rojas, pantalón negro y medias negras.

## Estadio
El Deportivo Tintaya pese a ser un equipo de la ciudad de Yauri, utiliza como sede el Estadio Túpac Amaru de Sicuani.
Rectifcando: El Estadio Oficial fue EL ESTADIO MANUEL PRADO UGARTECHE de Espinar. Para lo cual de acuerdo a las exigencias del Campeonato Profesional se tuvo que mejorar la Infraestructura. La visita de una Comisión Integrada por Funcionarios de la Federación Peruana de Fútbol; Aprobaron el Escenario Deportivo, dando cumplimiento así al Ficture correspondiente para el Campeonato Profesional de la Zona Sur año 1988.

## Datos del club
- Temporadas en Primera División:  2 (1988-1989).
- Temporadas en Segunda División:  0.
- Mayor goleada conseguida:
  - En campeonatos nacionales de local: Deportivo Tintaya 4:0 Huracán (Moquegua) (29 de junio de 1988)
  - En campeonatos nacionales de visita: Huracán (Moquegua) 0:1 Deportivo Tintaya (12 de marzo de 1989)
- Mayor goleada recibida:
  - En campeonatos nacionales de local: Deportivo Tintaya 1:7 Aurora (8 de marzo de 1989)
  - En campeonatos nacionales de visita: Melgar 7:1 Deportivo Tintaya (12 de junio de 1988)

## Entrenadores
- Eloy Campos (1988)

## Palmarés

### Títulos regionales
| Competición regional              | Títulos     | Subcampeonatos |
| --------------------------------- | ----------- | -------------- |
| Liga Departamental de Cuzco (1/0) | 1985.       |                |
| Liga Provincial de Yauri (2/0)    | 1972, 1985. |                |
| Liga Distrital de Yauri (0/1)     |             | 2012.          |